# Уиже
Уѝже (на португалски: Uíge, произнася се по-близко до Уѝжи) е провинция в северна Ангола. Столицата ѝ носи същото име град Уиже. Площта на Уиже е 58 698 квадратни километра, а населението е 1 662 047 жители (по изчисления за юли 2018 г.). На север провинцията граничи с Демократична република Конго.
В провинцията се отглеждат кафе, маниока, житни растения, фъстъци, памук. Открити са залежи на кобалт, сребро и мед.
Уиже е една от най-пострадалите провинции от 26-годишната гражданска война в Ангола. Голяма част от населението се премества да живее на други места, а инфраструктурата е силно разрушена.